# Coming at You
Coming at You è un album a nome "Junior Wells and His Chicago Blues Band with Buddy Guy", pubblicato dalla Vanguard Records nel 1968. Il disco fu registrato nel marzo di quell'anno (nelle note del CD è riportata come data di registrazione il marzo del 1969).

## Tracce
Lato A
1. Stop Breakin' Down – 2:32 (John Lee Williams)
2. Somebody's Tippin In – 3:08 (Walter Williams)
3. Five Long Years – 3:19 (John Lee Hooker)
4. Mystery Train – 3:34 (Sam Phillips, Herman Parker Jr.)
5. So Sad This Morning – 3:15 (Sonny Boy Williamson)
6. When My Baby Left Me – 2:31 (Sonny Boy Williamson)

Lato B
1. Little By Little – 3:31 (Landon, Wells)
2. Tobacco Road – 5:29 (John Laudermilk)
3. Worried Life Blues – 2:35 (Maceo Merriweather)
4. I'm Your Hoochie Coochie Man – 2:38 (Willie Dixon)
5. You Don't Love Me – 4:51 (Willie C. Cobb)

## Musicisti
- Junior Wells - armonica, voce
- Buddy Guy - chitarra solista
- Walter Williams - chitarra ritmica
- Douglas Fagan - sassofono tenore
- Tom Crawford - basso
- Levi Warren - batteria
- Clark Terry - tromba
- Wallace Davenport - tromba
- Jimmy Owens - tromba
- Tom McIntosh - trombone (brani: A1, B1 e B5)
- Edward Bland - arrangiamenti strumenti a fiato